# Alsómarác
Alsómarác (korábban Tót-Morácz, szlovénül: Moravske Toplice) üdülőhely, falu és az azonos nevű község központja Szlovéniában, Pomurska statisztikai régióban, a Muravidéken. A Ravensko szlovén tájegység része. Az Alsómarác nevet csak a 19. század végi földrajzinév-magyarosítások idején kapta, ezt a helybéli magyarok sem használják.

## Fekvése
Muraszombattól 6 km-re északkeletre fekszik.

## Története
A település első írásos említése 1366-ból való. 1365-ben Széchy Péter fia, Miklós dalmát-horvát bán és testvére, Domonkos erdélyi püspök kapták királyi adományul illetve cserében a Borsod vármegyei Éleskőért, Miskolcért és tartozékaikért Felsőlendvát és tartozékait, mint a magban szakadt Omodéfi János birtokát. A település a későbbi századokon át is birtokában maradt ennek családnak, mely birtokközpontjáról a felsőlendvai, felső-lindvai Bánfi, felső-lindvai Herczeg neveket is viselte. Az 1366-os beiktatás alkalmával részletesebben kerületenként is felsorolták az ide tartozó birtokokat, melyek között a falu „Morauch et alia Dlorauch in districtu Sancti Martini” alakban szerepelt. A felsőlendvai váruradalom szentmártoni kerületéhez tartozott. A Széchyek fiági kihalásával a 17. század végén a Batthyányak birtoka lett.
Vályi András szerint "MARÁCZ. Elegyes falu Vas Várm. földes Ura G. Batthyáni Uraság, lakosai katolikusok, fekszik Martyánczhoz nem meszsze, és annak filiája, határja meg lehetős."
Fényes Elek szerint "Tót-Marácz, vindus falu, Vas vmegyében: 40 kath., 293 evang. lak. F. u. gr. Batthyáni."
Vas vármegye monográfiája szerint "Tót-Morácz, 130 házzal és 710 r. kath. és ág. ev. lakossal. Postája Mártonhely, távírója Muraszombat. Ág. ev. temploma 1893-ban épült. Néhai gróf Batthyány Lajosnak itt csinos kastélya volt."
1910-ben 725, túlnyomórészt szlovén lakosa volt. A trianoni békeszerződésig Vas vármegye Muraszombati járásához tartozott, 1919-ben átmenetileg a de facto Mura Köztársaság része lett. Még ebben az évben a Szerb–Horvát–Szlovén Királysághoz csatolták, ami 1929-től Jugoszlávia nevet vette fel. 1941-ben átmeneti időre ismét Magyarországhoz tartozott, 1945 után visszakerült jugoszláv fennhatóság alá. 1991 óta a független Szlovénia része.

## Népesség
2002-ben a községnek (járásnak) 6151, Alsómarácnak külön 719 lakosa volt.

## Nevezetességei
- evangélikus temploma 1925-ben épült neogótikus stílusban, hajója mai formájában 1962-ben épült.
- Termálfürdője 1960-ban felfedezett 72 Celsius-fokos meleg vizére épült, mely 1175-től 1467 m mélységből tör a felszínre. A fürdőnek ma mintegy 20 meleg vizű medencéje van.